# Amitav Ghosh
Amitav Ghosh (Calcutta, 11 luglio 1956) è uno scrittore, giornalista e antropologo indiano.
Ha vinto il 54º premio Jnanpith nel 2018, il massimo riconoscimento letterario dell'India. Le sue opere spaziano soprattutto tra i generi del romanzo storico e del saggio giornalistico e presentano complesse strategie narrative per indagare temi come il postcolonialismo, l'identità culturale, il cambiamento climatico. Il suo lavoro è pluripremiato ed è stato tradotto in più di trenta lingue.

## Biografia
Nato a Calcutta, figlio di un diplomatico, Ghosh è cresciuto tra Bangladesh (allora Pakistan orientale), Sri Lanka, Iran e India. A tredici anni è entrato nella Doon School di Dehradun, mentre la famiglia si era trasferita in Iran. Negli anni di scuola ha contribuito regolarmente con opere di narrativa e poesia a The Doon School Weekly (allora diretto da Vikram Seth) e ha fondato la rivista History Times insieme a Ram Guha. Ghosh ha poi frequentato il prestigioso St. Steven's College di Delhi, dove ha studiato storia (BA) per poi passare all'antropologia sociale per il biennio di specializzazione (MA). Dopo la laurea ha proseguito gli studi a Oxford, grazie a una borsa di studio in antropologia presso il St Edmund Hall. La sua tesi di dottorato verteva sui rapporti di invidia in un villaggio egiziano dell'Alto Delta, poi descritto nello Schiavo del manoscritto. Tornato a Delhi, ha lavorato come giornalista e antropologo prima di trasferirsi brevemente nel Kerala e poi negli Stati Uniti, dove ha conosciuto la moglie, Deborah Baker. Nel 2009 è stato eletto Fellow della Royal Society of Literature. Nel 2015 Ghosh è stato nominato Fellow Art of Change della Ford Foundation.
Gli è stato conferito il Padma Shri dal governo indiano nel 2007. Per lungo tempo ha insegnato scrittura creativa alla Columbia University di New York ed è stato corrispondente per il New Yorker. Nel 2018 è stato insignito del Premio Jnanpith ed è stato il primo scrittore indiano in lingua inglese a ricevere il premio.
Oggi Ghosh vive tra New York e Goa con sua moglie, Deborah Baker, autrice della biografia di Laura Riding In Extremis: The Life of Laura Riding (1993) e redattore senior presso Little, Brown and Company. Hanno due figli, Lila e Nayan. Ghosh, definito "il più grande scrittore indiano di lingua inglese", lavora come antropologo e giornalista.

## Premi e riconoscimenti
Amitav Ghosh ha ottenuto quattro Lifetime Achievement awards ed è stato insignito di cinque lauree honoris causa da numerose università, tra le quali quella di New York, la Sorbona di Parigi e il Queens College. Nel 2007, il Presidente dell'India gli ha conferito il Padma Shri, una delle onorificenze più prestigiose del paese. Nel 2010, ha condiviso il Premio Dan David con Margaret Atwood, e nel 2011 ha ricevuto il Grand Prix al festival Blue Metropolis di Montreal. Nel 2018, ha vinto il Premio Jnanpith, il massimo riconoscimento letterario indiano, diventando il primo autore di lingua inglese a riceverlo. Nel 2019, la rivista Foreign Policy lo ha riconosciuto come uno dei pensatori globali più influenti del decennio precedente. Nel 2023 è stato vincitore del Premio Internazionale Dialoghi di Pistoia e nel 2024 Ghosh è stato insignito del Premio Erasmo per i suoi lavori sul cambiamento climatico.

## Opere

### Narrativa
- The Circle of Reason (1986) (Il cerchio della ragione, trad. di Vincenzo Mantovani, Milano: Garzanti, 1986; Torino: Einaudi, 2002)
- The Shadow Lines (1988) (Le linee d'ombra, trad. di Anna Nadotti, Torino: Einaudi, 1990; Vicenza: Neri Pozza, 2010; Vicenza: BEAT, 2017)
- The Calcutta Chromosome (1995) (Il cromosoma Calcutta: un romanzo di febbre, delirio e scoperta, trad. di Anna Nadotti, Torino: Einaudi, 1996; Vicenza: Neri Pozza, 2008; Vicenza: BEAT, 2013)
- The Glass Palace (2000) (Il Palazzo degli specchi, trad. di Anna Nadotti, Torino: Einaudi 2001;  Vicenza: Neri Pozza, 2007; Vicenza: BEAT,  2015)
- The Hungry Tide (2004) (Il paese delle maree, trad. di Anna Nadotti, Vicenza: Neri Pozza, 2005)
- Gun Island (2019) (L'Isola dei fucili, trad. di Anna Nadotti e Norman Gobetti, Vicenza: Neri Pozza, 2019)[8] ISBN 978-88-545-1760-8
- Jungle Nama (2021) (Jungle nama, 2021 trad. di Anna Nadotti e Norman Gobetti, disegnato da Salman Toor, Vicenza, Neri Pozza)

### Trilogia Ibis
1. Sea of Poppies, 2008 (Mare di papaveri, trad. di Anna Nadotti e Norman Gobetti,  Vicenza: Neri Pozza, 2008; Vicenza: Beat edizioni, 2011)
2. River of Smoke, 2011 (Il fiume dell'oppio, trad. di Anna Nadotti e Norman Gobetti,  Vicenza: Neri Pozza, 2011; Vicenza: BEAT, 2017)
3. Flood of Fire, 2015 (Diluvio di fuoco, trad. di Anna Nadotti e Norman Gobetti, Vicenza: Neri Pozza, 2015; Vicenza : Beat, 2017)

### Saggistica
- In an Antique Land (1992) (Lo schiavo del manoscritto, trad. di Anna Nadotti, Torino: Einaudi, 1993; Vicenza, Neri Pozza, 2009)
- Dancing in Cambodia and at Large in Burma, 1998 (Estremi orienti: due reportage, trad. di Anna Nadotti, Torino: Einaudi, 1998)
- Countdown (1999)
- The Imam and the Indian (2002; Essays)
- Incendiary circumstances: a chronicle of the turmoil of our times, 2006 (Circostanze incendiarie: cronaca del mondo che viene, trad. di Anna Nadotti, Vicenza: Neri Pozza, 2006)
- The Great Derangement. Climate Change and the Unthinkable, 2016 (La grande Cecità: Il cambiamento climatico e l’impensabile, trad. di Anna Nadotti e Norman Gobetti, Vicenza, Neri Pozza, 2017, ISBN 978 88 545 1337 2)
- The Nutmeg's Curse, 2021 (La maledizione della noce moscata. Parabole per un pianeta in crisi, trad. di Norman Gobetti e Anna Nadotti,  Vicenza, Neri Pozza, 2022)
- Uncanny and Improbable Events (2021)
- The Living Mountain (2022)
- Smoke and Ashes: A Writer's Journey Through Opium's Hidden Histories (2023) [9]